# Crown Heights
Crown Heights è un quartiere nella porzione centrale del distretto di Brooklyn a New York. La strada principale di questo quartiere è la Eastern Parkway, un viale a tre corsie progettato da Frederick Law Olmsted che si estende per 3 km sulla direttrice est-ovest.

## Descrizione
La zona è storicamente conosciuta col nome di Crow Hill.  Era una fila di colli che si estendeva da est a ovest, da Utica Avenue a Classon Avenue, e verso sud nell'Empire Boulevard e New York Avenue.  Il nome cambiò quando Crown Street venne intersecata nel 1916. Il quartiere è noto soprattutto per essere la sede centrale del movimento Chabad-Lubavitch, collocata al numero 770 della Eastern Parkway.
Crown Heights confina con Washington Avenue (ad Ovest), Park Place(a Nord), Ralph Avenue (ad Est) e Clarkson Avenue (a Sud). I quartieri che confinano con Crown Heights sono: Prospect Heights (ad Ovest); Prospect Lefferts Gardens (a Sud-Ovest); Wingate e Rugby (a Sud); Brownsville (ad Est); e Bedford-Stuyvesant (a Nord).
Questo quartiere si estende per gran parte dell'area chiamata Brooklyn Community Board 8 e 9. È sotto la giurisdizione di due distretti della Polizia di New York: il 77º Distretto di Brooklyn Nord, che vigila in Crown Heights, Prospect Heights e Weeksville; il 71º Distretto di Brooklyn Sud si occupa invece della zona meridionale di Crown Heights.

## Storia

### Gli albori
Anche se non ne rimangono tracce nelle vicinanze di Crown Heights, prima della colonizzazione europea delle Americhe grandi parti di quella che oggi viene chiamata Long Island, compresa l'odierna Brooklyn, erano occupate dai Lenape, (in seguito chiamati indiani Delaware dai colonizzatori europei).
Il primo contatto registrato tra gli indigeni della regione di New York City e gli europei fu con l'esploratore italiano Giovanni da Verrazzano nel 1524 al servizio della Francia, quando si ancorò nella posizione approssimativa in cui il ponte Verrazano-Narrows si trova oggi a Brooklyn.  Il successivo contatto fu nel 1609 quando l'esploratore Henry Hudson arrivò in quello che ora è il porto di New York a bordo di una nave della Compagnia delle Indie orientali olandesi , la Halve Maen (Half Moon) commissionata dall'Olanda.
Gli europei cominciarono a stanziarsi nell'area di New York City seriamente con la fondazione di un insediamento commerciale di pellicce olandese, in seguito chiamato "Nieuw Amsterdam" (New Amsterdam), sulla punta meridionale di Manhattan nel 1614. Nel 1630, i coloni olandesi e inglesi iniziarono a muoversi nell'estremità occidentale di Long Island . Nel 1637, Joris Jansen de Rapalje acquistò circa 335 acri (1,36 km 2) intorno alla baia di Wallabout e nei due anni seguenti la Dutch West India Company acquistò il titolo di quasi tutto il territorio in quella che oggi è la contea di Kings e del Queens dagli abitanti indigeni.
Infine, le aree intorno all'attuale Crown Heights videro i suoi primi insediamenti europei a partire dal 1661/1662 circa quando furono ricevuti da molti uomini, dal governatore Peter Stuyvesant e dai direttori della Compagnia olandese delle Indie occidentali.

## Trasporti
Il quartiere è servito dalla metropolitana di New York attraverso le stazioni di Franklin Avenue, Nostrand Avenue, Kingston Avenue e Utica Avenue della linea IRT Eastern Parkway (treni delle linee 2, 3, 4 e 5) e quelle di President Street e Sterling Street della linea IRT Nostrand Avenue (treni delle linee 2 e 5).

## Notabili del luogo
- Menachem Mendel Schneerson, noto come Il Rebbe
- Clive Davis, produttore musicale
- Stephanie Mills, cantante
- Noel Pointer, violinista jazz
- Beverly Sills, cantante d'opera
- Susan McKinney Stewart, prima donna afroamericana a laurearsi in medicina a New York
- Nasir Jones, artista hip hop
- Matisyahu, artista chassidico reggae
- Sophia Lillis, attrice